# Villiers-en-Bière
Villiers-en-Bière település Franciaországban, Seine-et-Marne megyében. Lakosainak száma 242 fő (2022. január 1.). Villiers-en-Bière Boissise-le-Roi, Chailly-en-Bière, Dammarie-les-Lys, Fontainebleau és Perthes községekkel határos.

## Népesség
A település népessége az elmúlt években az alábbi módon változott:
| Lakosok száma | 226  | 217  | 215  | 211  | 210  | 208  | 234  | 238  | 242  |
|               | 2013 | 2015 | 2016 | 2017 | 2018 | 2019 | 2020 | 2021 | 2022 |